# Museo de la Galería de Arte Precious Heritage
Museo de la Galería de Arte Precious Heritage es un museo ubicado en Hoi An, Vietnam. Inaugurado el 1 de enero de 2017, el museo presenta las diversas culturas de los grupos étnicos de Vietnam a través de retratos a gran escala, trajes tradicionales, historias y educación pública. El Precious Heritage Museum es la culminación de The Precious Heritage Project, un esfuerzo fotográfico realizado a lo largo de una década por el fotógrafo francés Réhahn.

## La misión
La misión de The Precious Heritage Art Gallery and Museum es promover la preservación y la importancia vital de los grupos étnicos de Vietnam a través de la comprensión y el respeto cultural.

## El origen del museo
Réhahn comenzó The Precious Heritage Project mientras viajaba por Vietnam del Norte como fotógrafo de viajes en 2011. Después de conocer a varias tribus alrededor de Sapa, se enteró de que hay más de 54 grupos étnicos diferentes en todo el país. Lo que separa a cada grupo de otro puede ser su multitud de idiomas con diferentes raíces lingüísticas; sus diversos trajes patrimoniales y artesanías; tradiciones arquitectónicas; y creencias religiosas. Las tradiciones étnicas estaban cambiando a medida que las generaciones más jóvenes se alejaban de sus aldeas. Los dialectos, las vestimentas tradicionales y otros elementos de su patrimonio cultural estaban decayendo lentamente.
Cuando Réhahn viajó por estos pueblos remotos y comenzó a coleccionar retratos de miembros de cada grupo con sus trajes tradicionales, decidió crear un lugar dedicado a los grupos étnicos de Vietnam para preservar parte de este patrimonio cultural. La Galería de Arte y Museo Precious Heritage abrió sus puertas en 2017. Está totalmente autofinanciada por el artista y es gratuita para el público.
En septiembre de 2019, Réhahn completó su misión principal de investigar, conocer y documentar cada uno de los 54 grupos étnicos de Vietnam. El museo ahora representa a los 54 grupos y numerosos subgrupos, algunos de los cuales no están documentados en ningún otro lugar.

### El edificio histórico
El Precious Heritage Museum está ubicado en una casa francesa del siglo XIX, que ha sido clasificada como arquitectura histórica por la ciudad de Hoi An.

## La colección permanente
El Precious Heritage Museum tiene una colección completa de trajes étnicos, artefactos, historias y retratos de más de 54 grupos étnicos diversos en Vietnam.
La colección incluye más de 200 fotografías de Vietnam, incluida la serie de retratos formales de cada uno de los 54 grupos étnicos con sus vestimentas tribales tradicionales. Treinta y ocho trajes originales están presentes, algunos de los cuales se encuentran entre los últimos de su tipo. Esta colección de textiles se estableció en gran parte gracias a las donaciones de los caciques de muchas de las etnias.
El patrimonio cultural y las fotografías de Bellas artes/Documentales fueron recopiladas a lo largo de casi una década de investigación por parte de Réhahn mientras viajaba por las aldeas étnicas del país en el sur, centro y norte de Vietnam.
Cada fotografía y disfraz va acompañado de historias del encuentro de Réhahn con el miembro de la tribu y datos sobre los grupos étnicos. Se complementa con videos sobre la fabricación de los trajes. El museo también incluye una sala dedicada a la información sobre el proceso de teñido de índigo utilizado por muchos grupos tribales como los dao y los hmong.

## Reconocimiento y digitalización
En 2024, el museo Precious Heritage se convirtió en el primer museo en Vietnam en ser digitalizado y presentado en la plataforma Google Arts & Culture. Esta colaboración ofrece al público global acceso virtual a su colección permanente, que muestra los trajes tradicionales y el patrimonio cultural de los 54 grupos étnicos de Vietnam. La exposición digital está disponible en: Precious Heritage Art Gallery Museum – Google Arts & Culture.

### Colección viajera
Parte de la colección fue presentada durante la Feria Internacional de Caen, del 16 al 26 de septiembre de 2016.

## Prensa
El Precious Heritage Museum se incluyó en el artículo de The New York Times "36 horas en Hoi An". También figura como "un desvío esencial" por Lonely Planet.
El Precious Heritage Project fue objeto de artículos en la BBC, National Geographic y otras fuentes de prensa internacionales.